# 門托鎮區 (密歇根州希博伊根縣)
門托鎮區（英語：Mentor Township）是位於美國密歇根州希博伊根縣的一個行政鎮區。

## 地方資料
門托鎮區的面積為92.90平方千米，當中陸地面積為92.50平方千米，而水域面積為0.40平方千米。根據2020年美國人口普查的數據，當地共有人口857人，而人口密度為每平方千米9.22人。